# Llista de topònims de la Secuita
Llista de topònims (noms propis de lloc) del municipi de la Secuita, al Tarragonès
Informació actualitzada per un bot. Els canvis manuals es perdran quan s'actualitzi!

## cabana
| imatge | Nom                  | Ubicat a   | instància de | Detalls | coordenades                                                         | Protecció | Commons (més fotos) | Dades a WD                    |
| ------ | -------------------- | ---------- | ------------ | ------- | ------------------------------------------------------------------- | --------- | ------------------- | ----------------------------- |
|        | Cup de Rull          | la Secuita | cabana       |         | 41° 12′ 35″ N, 1° 18′ 05″ E / 41.2096529457828°N,1.3013049930694°E  |           |                     | Modifica les dades a Wikidata |
|        | era de Can Genet     | la Secuita | cabana       |         | 41° 12′ 53″ N, 1° 17′ 41″ E / 41.2146878769755°N,1.29459019053741°E |           |                     | Modifica les dades a Wikidata |
|        | era de Dalmau        | la Secuita | cabana       |         | 41° 12′ 48″ N, 1° 17′ 35″ E / 41.213339209675°N,1.29293141846344°E  |           |                     | Modifica les dades a Wikidata |
|        | era de Penard        | la Secuita | cabana       |         | 41° 12′ 44″ N, 1° 17′ 25″ E / 41.2123107414011°N,1.29039363288186°E |           |                     | Modifica les dades a Wikidata |
|        | la Barraca           | la Secuita | cabana       |         | 41° 13′ 18″ N, 1° 16′ 55″ E / 41.221604692376°N,1.28181267167857°E  |           |                     | Modifica les dades a Wikidata |
|        | pallissa de Joan Pau | la Secuita | cabana       |         | 41° 12′ 48″ N, 1° 18′ 11″ E / 41.2134427946486°N,1.3029842407512°E  |           |                     | Modifica les dades a Wikidata |

## casa
| imatge | Nom                                    | Ubicat a   | instància de | Detalls                                    | coordenades                                                                           | Protecció                                  | Commons (més fotos)                           | Dades a WD                    |
| ------ | -------------------------------------- | ---------- | ------------ | ------------------------------------------ | ------------------------------------------------------------------------------------- | ------------------------------------------ | --------------------------------------------- | ----------------------------- |
|        | Cal Manyé de l'Argilaga                | la Secuita | casa         | Estil: arquitectura eclèctica              | 41° 12′ 43″ N, 1° 17′ 39″ E / 41.212044°N,1.294211°E                                  | bé integrant del patrimoni cultural català | Cal Manyé de l'Argilaga                       | Modifica les dades a Wikidata |
|        | Casa Desprats                          | la Secuita | casa         | Estil: arquitectura popular                | 41° 12′ 16″ N, 1° 16′ 46″ E / 41.204333°N,1.27939°E                                   | bé cultural d'interès local                | Casa Desprats (la Secuita)                    | Modifica les dades a Wikidata |
|        | Casa Mallafrè                          | la Secuita | casa         | Estat: enderrocat o destruït               |                                                                                       | bé cultural d'interès local                |                                               | Modifica les dades a Wikidata |
|        | Casal masia de la plaça Major          | la Secuita | casa         | Estil: arquitectura popular                | 41° 13′ 00″ N, 1° 15′ 09″ E / 41.216552°N,1.25258°E                                   | bé integrant del patrimoni cultural català | Casal masia de la plaça Major de les Gunyoles | Modifica les dades a Wikidata |
|        | casa Torruella                         | la Secuita | casa         | Estil: arquitectura barroca                | 41° 12′ 16″ N, 1° 16′ 46″ E / 41.204571°N,1.27938°E                                   | bé cultural d'interès local                | Casa Torruella (la Secuita)                   | Modifica les dades a Wikidata |
|        | casa al carrer del Doctor Porta        | la Secuita | casa         | Estil: arquitectura popular                | 41° 12′ 12″ N, 1° 16′ 49″ E / 41.203359°N,1.280183°E                                  | bé integrant del patrimoni cultural català | Casa al carrer del Doctor Porta               | Modifica les dades a Wikidata |
|        | casa de la plaça Major                 | la Secuita | casa         | Estil: arquitectura eclèctica 19th century | 41° 12′ 17″ N, 1° 16′ 46″ E / 41.204588°N,1.27958°E 169 msnm                          | bé integrant del patrimoni cultural català | Casa de la plaça Major (la Secuita)           | Modifica les dades a Wikidata |
|        | cases del carrer Catalunya             | la Secuita | casa         | Estil: arquitectura popular                | 41° 12′ 20″ N, 1° 16′ 48″ E / 41.205422°N,1.279933°E                                  | bé integrant del patrimoni cultural català | Carrer Catalunya (la Secuita)                 | Modifica les dades a Wikidata |
|        | habitatge a la plaça Domingo, 1        | l'Argilaga | casa         | Estil: arquitectura modernista 1910        | 41° 12′ 42″ N, 1° 17′ 39″ E / 41.211666666667°N,1.2941666666667°E ca:Plaça Domingo, 1 | bé integrant del patrimoni cultural català | Plaça Domingo, 1 (l'Argilaga)                 | Modifica les dades a Wikidata |
|        | habitatge al carrer Sant Cristòfor, 22 | la Secuita | casa         | Estil: arquitectura popular                | 41° 12′ 09″ N, 1° 16′ 45″ E / 41.202447°N,1.279086°E                                  | bé integrant del patrimoni cultural català | Carrer Sant Cristòfor, 22 (la Secuita)        | Modifica les dades a Wikidata |
|        | habitatge al carrer Sant Cristòfor, 26 | la Secuita | casa         | Estil: arquitectura popular                | 41° 12′ 09″ N, 1° 16′ 45″ E / 41.202375°N,1.279054°E                                  | bé integrant del patrimoni cultural català | Carrer Sant Cristòfor, 26 (la Secuita)        | Modifica les dades a Wikidata |

## edifici
| imatge | Nom                                   | Ubicat a                | instància de | Detalls                             | coordenades                                                            | Protecció                                  | Commons (més fotos)                   | Dades a WD                    |
| ------ | ------------------------------------- | ----------------------- | ------------ | ----------------------------------- | ---------------------------------------------------------------------- | ------------------------------------------ | ------------------------------------- | ----------------------------- |
|        | Centre Socio-cultural de les Gunyoles | la Secuita les Gunyoles | edifici      | Estil: arquitectura modernista 1917 | 41° 13′ 00″ N, 1° 15′ 09″ E / 41.216552°N,1.252637°E ca:Plaça Major, 2 | bé integrant del patrimoni cultural català | Centre Socio-cultural de les Gunyoles | Modifica les dades a Wikidata |
|        | Cooperativa de Pagesos                | la Secuita              | edifici      | Estil: noucentisme                  | 41° 12′ 42″ N, 1° 17′ 40″ E / 41.2117°N,1.29457°E                      | bé integrant del patrimoni cultural català | Cooperativa de Pagesos de l'Argilaga  | Modifica les dades a Wikidata |

## entitat singular de població
| imatge | Nom          | Ubicat a   | instància de                                   | Detalls                             | coordenades                                                                | Protecció                   | Commons (més fotos)           | Dades a WD                    |
| ------ | ------------ | ---------- | ---------------------------------------------- | ----------------------------------- | -------------------------------------------------------------------------- | --------------------------- | ----------------------------- | ----------------------------- |
|        | Sant Roc     | la Secuita | entitat singular de població                   | 48 hab                              | 41° 12′ 13″ N, 1° 17′ 46″ E / 41.20367113°N,1.29614743°E 174 msnm          |                             |                               | Modifica les dades a Wikidata |
|        | Vistabella   | la Secuita | entitat singular de població                   | Estil: arquitectura popular 162 hab | 41° 12′ 34″ N, 1° 15′ 55″ E / 41.209522°N,1.265143°E 170 msnm              | bé cultural d'interès local | Centre històric de Vistabella | Modifica les dades a Wikidata |
|        | l'Argilaga   | la Secuita | entitat singular de població                   | Estil: arquitectura popular 147 hab | 41° 12′ 42″ N, 1° 17′ 39″ E / 41.211666666667°N,1.2941666666667°E 169 msnm | bé cultural d'interès local | Centre històric de l'Argilaga | Modifica les dades a Wikidata |
|        | la Secuita   | la Secuita | entitat singular de població capital municipal | 1297 hab                            | 41° 12′ 17″ N, 1° 16′ 48″ E / 41.2046°N,1.27996°E 161 msnm                 |                             |                               | Modifica les dades a Wikidata |
|        | les Gunyoles | la Secuita | entitat singular de població                   | Estil: arquitectura popular 174 hab | 41° 13′ 01″ N, 1° 15′ 10″ E / 41.217056°N,1.252769°E 132 msnm              | bé cultural d'interès local | Les Gunyoles (la Secuita)     | Modifica les dades a Wikidata |

## església
| imatge | Nom                                   | Ubicat a   | instància de | Detalls                                                                         | coordenades                                                                              | Protecció                                  | Commons (més fotos)                   | Dades a WD                    |
| ------ | ------------------------------------- | ---------- | ------------ | ------------------------------------------------------------------------------- | ---------------------------------------------------------------------------------------- | ------------------------------------------ | ------------------------------------- | ----------------------------- |
|        | Sant Fructuós de les Gunyoles         | la Secuita | església     | Estil: arquitectura popular                                                     | 41° 13′ 01″ N, 1° 15′ 07″ E / 41.217074°N,1.251848°E 131 msnm                            | bé integrant del patrimoni cultural català | Sant Fructuós de les Gunyoles         | Modifica les dades a Wikidata |
|        | Sant Roc de l'Argilaga                | la Secuita | església     |                                                                                 | 41° 12′ 43″ N, 1° 17′ 40″ E / 41.212004°N,1.294358°E                                     | bé integrant del patrimoni cultural català | Sant Roc de l'Argilaga                | Modifica les dades a Wikidata |
|        | Santa Maria de la Secuita             | la Secuita | església     | Estil: arquitectura barroca                                                     | 41° 12′ 17″ N, 1° 16′ 48″ E / 41.204818°N,1.280057°E                                     | bé cultural d'interès local                | Santa Maria de la Secuita             | Modifica les dades a Wikidata |
|        | església del Sagrat Cor de Vistabella | Vistabella | església     | Arquitecte: Josep Maria Jujol i Gibert Estil: arquitectura modernista 1924 1923 | 41° 12′ 32″ N, 1° 15′ 55″ E / 41.208933°N,1.26517°E ca:Plaça del Dr. Josep Gaspè i Blanc | bé cultural d'interès nacional             | Església del Sagrat Cor de Vistabella | Modifica les dades a Wikidata |

## estació de ferrocarril
| imatge | Nom                            | Ubicat a   | instància de                                 | Detalls                              | coordenades                                                           | Protecció | Commons (més fotos) | Dades a WD                    |
| ------ | ------------------------------ | ---------- | -------------------------------------------- | ------------------------------------ | --------------------------------------------------------------------- | --------- | ------------------- | ----------------------------- |
|        | Estació del Camp de Tarragona  | la Secuita | estació de ferrocarril estació en superfície | 2006 Anomenat per: Camp de Tarragona | 41° 11′ 32″ N, 1° 16′ 25″ E / 41.1921725°N,1.2735682°E 120 msnm       |           |                     | Modifica les dades a Wikidata |
|        | estació de la Secuita-Perafort | la Secuita | estació de ferrocarril                       | Estat: enderrocat o destruït         | 41° 11′ 39″ N, 1° 15′ 42″ E / 41.19413888888889°N,1.261638888888889°E |           |                     | Modifica les dades a Wikidata |

## granja
| imatge | Nom               | Ubicat a   | instància de | Detalls | coordenades                                                         | Protecció | Commons (més fotos) | Dades a WD                    |
| ------ | ----------------- | ---------- | ------------ | ------- | ------------------------------------------------------------------- | --------- | ------------------- | ----------------------------- |
|        | Granges Soler     | la Secuita | granja       |         | 41° 13′ 00″ N, 1° 16′ 38″ E / 41.2165359272109°N,1.27714998106911°E |           |                     | Modifica les dades a Wikidata |
|        | Granja dels Masos | la Secuita | granja       |         | 41° 12′ 49″ N, 1° 16′ 45″ E / 41.2134938002288°N,1.27911448423516°E |           |                     | Modifica les dades a Wikidata |

## masia
| imatge | Nom                 | Ubicat a   | instància de | Detalls                                    | coordenades                                                                                  | Protecció                                  | Commons (més fotos)              | Dades a WD                    |
| ------ | ------------------- | ---------- | ------------ | ------------------------------------------ | -------------------------------------------------------------------------------------------- | ------------------------------------------ | -------------------------------- | ----------------------------- |
|        | Can Puig            | la Secuita | masia        |                                            | 41° 12′ 18″ N, 1° 16′ 36″ E / 41.2050795721476°N,1.27661571906859°E                          |                                            |                                  | Modifica les dades a Wikidata |
|        | Casa dels Frares    | la Secuita | masia        |                                            | 41° 12′ 45″ N, 1° 17′ 38″ E / 41.2124635535932°N,1.29401578627625°E                          |                                            |                                  | Modifica les dades a Wikidata |
|        | Hort de Trifon      | la Secuita | masia        |                                            | 41° 13′ 06″ N, 1° 16′ 37″ E / 41.2183160060062°N,1.2769243204223°E                           |                                            |                                  | Modifica les dades a Wikidata |
|        | Mas Manent          | la Secuita | masia        | Estil: arquitectura popular                | 41° 11′ 45″ N, 1° 15′ 40″ E / 41.195768°N,1.261199°E                                         | bé integrant del patrimoni cultural català | Mas Manent (la Secuita)          | Modifica les dades a Wikidata |
|        | Mas Mercadé         | la Secuita | masia        | Estil: arquitectura eclèctica 19th century | 41° 12′ 13″ N, 1° 15′ 59″ E / 41.203538°N,1.266496°E ca:Ctra. Perafort a Vistabella 133 msnm | bé integrant del patrimoni cultural català | Mas Mercadé (la Secuita)         | Modifica les dades a Wikidata |
|        | Mas de Garcia       | la Secuita | masia        |                                            | 41° 11′ 52″ N, 1° 16′ 58″ E / 41.1977950136821°N,1.28280533586719°E                          |                                            |                                  | Modifica les dades a Wikidata |
|        | Mas de Gibert       | la Secuita | masia        |                                            | 41° 10′ 58″ N, 1° 16′ 11″ E / 41.1826743402913°N,1.2697517504903°E                           |                                            |                                  | Modifica les dades a Wikidata |
|        | Mas de Giner        | la Secuita | masia        |                                            | 41° 13′ 19″ N, 1° 16′ 49″ E / 41.22198611°N,1.28021667°E 157 msnm                            |                                            |                                  | Modifica les dades a Wikidata |
|        | Mas de Martí        | la Secuita | masia        |                                            | 41° 10′ 42″ N, 1° 16′ 30″ E / 41.1782957512835°N,1.27508878642165°E                          |                                            |                                  | Modifica les dades a Wikidata |
|        | Mas de Molins       | la Secuita | masia        |                                            | 41° 13′ 58″ N, 1° 17′ 14″ E / 41.2326827950893°N,1.28719013544411°E                          |                                            |                                  | Modifica les dades a Wikidata |
|        | Mas de Pater        | la Secuita | masia        |                                            | 41° 12′ 48″ N, 1° 18′ 07″ E / 41.2132375367304°N,1.30189215068866°E                          |                                            |                                  | Modifica les dades a Wikidata |
|        | Mas de Roig         | la Secuita | masia        |                                            | 41° 11′ 16″ N, 1° 16′ 55″ E / 41.1877829238702°N,1.28187466294325°E                          |                                            |                                  | Modifica les dades a Wikidata |
|        | Mas de Xalet        | la Secuita | masia        |                                            | 41° 11′ 50″ N, 1° 16′ 04″ E / 41.1973015133273°N,1.26789968887496°E                          |                                            |                                  | Modifica les dades a Wikidata |
|        | Mas de l'Estudiant  | la Secuita | masia        |                                            | 41° 12′ 00″ N, 1° 15′ 50″ E / 41.1998638045385°N,1.2639920231147°E                           |                                            |                                  | Modifica les dades a Wikidata |
|        | Mas de l'Hereuet    | la Secuita | masia        |                                            | 41° 11′ 25″ N, 1° 16′ 25″ E / 41.1903796072255°N,1.27361494162983°E                          |                                            |                                  | Modifica les dades a Wikidata |
|        | Mas de la Beneta    | la Secuita | masia        |                                            | 41° 13′ 26″ N, 1° 16′ 36″ E / 41.2239592526601°N,1.27663299045624°E                          |                                            |                                  | Modifica les dades a Wikidata |
|        | Mas de la Gorra     | la Secuita | masia        |                                            | 41° 11′ 20″ N, 1° 16′ 46″ E / 41.1887735915704°N,1.27945208334649°E                          |                                            |                                  | Modifica les dades a Wikidata |
|        | Mas del Pujolet     | la Secuita | masia        |                                            | 41° 11′ 29″ N, 1° 16′ 55″ E / 41.1913979275391°N,1.28207823350794°E                          |                                            |                                  | Modifica les dades a Wikidata |
|        | Maset de Penard     | la Secuita | masia        |                                            | 41° 13′ 03″ N, 1° 17′ 58″ E / 41.2176234409989°N,1.29940481492555°E                          |                                            |                                  | Modifica les dades a Wikidata |
|        | Maset de la Gaspara | la Secuita | masia        |                                            | 41° 13′ 25″ N, 1° 16′ 53″ E / 41.2236508011867°N,1.28130575692897°E                          |                                            |                                  | Modifica les dades a Wikidata |
|        | Maset de la Juliana | la Secuita | masia        |                                            | 41° 12′ 56″ N, 1° 16′ 58″ E / 41.2155399105177°N,1.28283028769031°E                          |                                            |                                  | Modifica les dades a Wikidata |
|        | Maset del Pontarró  | la Secuita | masia        |                                            | 41° 13′ 26″ N, 1° 17′ 19″ E / 41.2240119937125°N,1.28862141714092°E                          |                                            |                                  | Modifica les dades a Wikidata |
|        | Maset del Ventura   | la Secuita | masia        |                                            | 41° 12′ 59″ N, 1° 16′ 56″ E / 41.2163597256994°N,1.28223626038281°E                          |                                            |                                  | Modifica les dades a Wikidata |
|        | Masia amb torratxa  | la Secuita | masia        | Estil: arquitectura popular                | 41° 12′ 42″ N, 1° 17′ 38″ E / 41.211645°N,1.293868°E                                         | bé integrant del patrimoni cultural català | Masia amb torratxa de l'Argilaga | Modifica les dades a Wikidata |
|        | Masia de Domingo    | la Secuita | masia        |                                            | 41° 13′ 24″ N, 1° 17′ 33″ E / 41.2233382859797°N,1.29238502059194°E                          |                                            |                                  | Modifica les dades a Wikidata |
|        | Masia del Jaume     | la Secuita | masia        |                                            | 41° 13′ 27″ N, 1° 17′ 23″ E / 41.2241732463649°N,1.28977444079886°E                          |                                            |                                  | Modifica les dades a Wikidata |
|        | Masia del Sant Pare | la Secuita | masia        |                                            | 41° 13′ 28″ N, 1° 15′ 52″ E / 41.2243161995927°N,1.2644190153647°E                           |                                            |                                  | Modifica les dades a Wikidata |
|        | el Pontarró         | la Secuita | masia        |                                            | 41° 13′ 54″ N, 1° 16′ 33″ E / 41.2315770753341°N,1.27587211235636°E                          |                                            |                                  | Modifica les dades a Wikidata |
|        | el Refugi           | la Secuita | masia        |                                            | 41° 12′ 24″ N, 1° 16′ 46″ E / 41.2065458658593°N,1.27949934577717°E                          |                                            |                                  | Modifica les dades a Wikidata |
|        | el Xalet            | la Secuita | masia        |                                            | 41° 12′ 36″ N, 1° 17′ 31″ E / 41.2100442824398°N,1.29183625571638°E                          |                                            |                                  | Modifica les dades a Wikidata |
|        | la Rebollosa        | la Secuita | masia        |                                            | 41° 12′ 48″ N, 1° 18′ 21″ E / 41.2134109797604°N,1.30571663261352°E                          |                                            |                                  | Modifica les dades a Wikidata |
|        | la Tallada          | la Secuita | masia        |                                            | 41° 12′ 57″ N, 1° 16′ 24″ E / 41.215736°N,1.273384°E ca:Ctra. de la Secuita a Vallmoll       | bé cultural d'interès local                |                                  | Modifica les dades a Wikidata |

## nucli de població
| imatge | Nom              | Ubicat a              | instància de                                           | Detalls | coordenades                                                                | Protecció | Commons (més fotos) | Dades a WD                    |
| ------ | ---------------- | --------------------- | ------------------------------------------------------ | ------- | -------------------------------------------------------------------------- | --------- | ------------------- | ----------------------------- |
|        | Costa de la Toia | la Secuita Vistabella | nucli de població nucli d'entitat singular de població | 20 hab  | 41° 12′ 00″ N, 1° 16′ 06″ E / 41.199950911864°N,1.2684039811555°E 125 msnm |           |                     | Modifica les dades a Wikidata |
|        | Mas de la Gorra  | la Secuita            | nucli de població                                      |         | 41° 11′ 18″ N, 1° 16′ 16″ E / 41.188281889594°N,1.2710962572912°E          |           |                     | Modifica les dades a Wikidata |
|        | els Diumenges    | la Secuita            | nucli de població                                      |         | 41° 13′ 32″ N, 1° 17′ 27″ E / 41.2254845041126°N,1.29073049231819°E        |           |                     | Modifica les dades a Wikidata |
|        | els Masos        | la Secuita            | nucli de població                                      |         | 41° 12′ 46″ N, 1° 16′ 48″ E / 41.212734854781°N,1.2799948040219°E          |           |                     | Modifica les dades a Wikidata |
|        | les Tapioles     | la Secuita            | nucli de població                                      |         | 41° 11′ 08″ N, 1° 16′ 38″ E / 41.185670090217°N,1.2771265128064°E          |           |                     | Modifica les dades a Wikidata |

## Misc
| imatge | Nom                           | Ubicat a              | instància de          | Detalls                           | coordenades                                                             | Protecció                                  | Commons (més fotos)           | Dades a WD                    |
| ------ | ----------------------------- | --------------------- | --------------------- | --------------------------------- | ----------------------------------------------------------------------- | ------------------------------------------ | ----------------------------- | ----------------------------- |
|        | Ajuntament de la Secuita      | la Secuita            | casa consistorial     | Estil: arquitectura eclèctica     | 41° 12′ 12″ N, 1° 16′ 46″ E / 41.2032°N,1.279435°E                      | bé integrant del patrimoni cultural català | Ajuntament de la Secuita      | Modifica les dades a Wikidata |
|        | Clots de la Barquera          | la Secuita            | zona humida aiguamoll |                                   | 41° 12′ 33″ N, 1° 16′ 25″ E / 41.209203°N,1.273652°E                    |                                            | Clots de la Barquera          | Modifica les dades a Wikidata |
|        | Escut de la casa dels Frares  | la Secuita            | escut d'armes         | Estil: arquitectura popular       | 41° 12′ 44″ N, 1° 17′ 38″ E / 41.212334°N,1.293846°E                    | bé cultural d'interès nacional             | Escut de la casa dels Frares  | Modifica les dades a Wikidata |
|        | La Secuita                    | la Secuita            | vèrtex geodèsic       | Alt: 1.2m                         | 41° 12′ 18″ N, 1° 17′ 15″ E / 41.205133°N,1.287517°E 191.65 msnm        |                                            |                               | Modifica les dades a Wikidata |
|        | Sínia de la Barquera          | la Secuita            | sínia                 | Estil: arquitectura popular       | 41° 12′ 25″ N, 1° 16′ 35″ E / 41.20708148273297°N,1.2764154536474217°E  | bé integrant del patrimoni cultural català | Sínia de la Barquera          | Modifica les dades a Wikidata |
|        | carrer del Clos               | la Secuita            | carrer                | Estil: arquitectura popular       | 41° 12′ 16″ N, 1° 16′ 46″ E / 41.204325°N,1.279342°E ca:Carrer del Clos | bé integrant del patrimoni cultural català | Carrer del Clos (la Secuita)  | Modifica les dades a Wikidata |
|        | cementiri de la Secuita       | la Secuita            | cementiri             | Estil: historicisme arquitectònic | 41° 12′ 30″ N, 1° 17′ 13″ E / 41.208299°N,1.287066°E                    | bé integrant del patrimoni cultural català | Cementiri de la Secuita       | Modifica les dades a Wikidata |
|        | centre històric de la Secuita | la Secuita            | centre històric       | Estil: arquitectura popular       | 41° 12′ 17″ N, 1° 16′ 47″ E / 41.204669°N,1.279711°E                    | bé cultural d'interès local                | Centre històric de la Secuita | Modifica les dades a Wikidata |
|        | les Creus                     | la Secuita el Catllar | muntanya              |                                   | 41° 12′ 18″ N, 1° 17′ 15″ E / 41.2051°N,1.28754°E 187.8 msnm            |                                            |                               | Modifica les dades a Wikidata |